# Horacio Sueldo
Horacio Jorge Sueldo (Villa del Rosario (Córdoba), 13 de julio de 1923 - Buenos Aires, 10 de mayo de 2016) fue un abogado, periodista y político argentino, miembro fundador del Partido Demócrata Cristiano, que fue candidato a presidente por esa fuerza y ejerció como diputado nacional entre 1973 y 1976.

## Biografía
Se recibió de abogado en la Universidad Nacional de Córdoba. Funda  Unión Demócrata Cristiana de la provincia de Córdoba, en 1946.
En julio de 1954, durante el segundo gobierno de Perón, se realizó en la casa de Juan T. Lewis de Rosario, junto a otros líderes de la democracia cristiana forman un partido nacional. 
Horacio Sueldo se afilia Partido Demócrata Cristiano en la Argentina junto con Juan T. Lewis, Manuel Vicente Ordóñez, Arturo Ponsati, Horacio Peña, Guido Di Tella, Rodolfo Martínez, Leopoldo Pérez Gaudio, Ignacio Vélez Funes, Ambrosio Romero Carranza,] Enrique Shaw, Alieto Guadagni, Arturo Bas Figueroa, Antonio Cafferata, Manuel Río, el sindicalista Mario Pedro Seijo, Néstor Tomás Auza, Juan José Torres Bas y José Antonio Allende. Sin embargo el partido pronto caería en una crisis interna debido a su bajo desempeño electoral el las elecciones de 1952 dónde solo obtuvo 302 votos a nivel nacional por otro lado Sueldo y Shawn se opusieron al sector representado por Carranza y Ausa quienes buscaban convertir al partido en una escribanía de la UCR al decir de Shawn.
Horacio Sueldo y Rodolfo Barraco Aguirre.
Al estallar el golpe de Estado de 1955  Sueldo se unió a grupos conspiradores, y al estallar la Revolución Libertadora formó parte de los comandos civiles que enfrentaron a las fuerzas leales al gobierno constitucional.
Fue candidato a vicepresidente por el PDC, en la fórmula encabezada por Lucas Ayarragaray (hijo) en las elecciones presidenciales de febrero de 1958.
Para las elecciones de julio de 1963, el PDC pretendió una alianza con el neoperonismo, llevando una fórmula presidencial con Raúl Matera y Sueldo como candidatos a presidente y vice respectivamente; no obstante, la dictadura proscribió la candidatura de Matera, de modo que la fórmula terminó siendo Horacio Sueldo - Francisco Eduardo Cerro, que obtuvo el 3,4% de los votos.
Durante las divisiones del PDC se puso al frente de la fracción que tomó el nombre de Partido Revolucionario Cristiano; en las elecciones de marzo de 1973 fue candidato a vicepresidente por la Alianza Popular Revolucionaria, en la fórmula liderada por Oscar Alende, que obtuvo el cuarto lugar, con el 7,43% de los votos. En las mismas elecciones fue elegido diputado nacional por la provincia de Córdoba

Fue perseguido por la Triple A por una denuncia en contra de esta que hizo en la prensa; cuando su nombre apareció en una lista de personas a asesinar, se refugió largo tiempo en Itatí, provincia de Corrientes.
En 2004 fue cofundador del Instituto Jacques Maritain de Buenos Aires.

## Obra escrita
- Familia y divorcio (1986)
- Cartas de conciencia (1991)
- Buenos Aires Ciudad Libre (1997)